# Lüdershagen
Lüdershagen település Németországban, Mecklenburg-Elő-Pomeránia tartományban. Lakosainak száma 585 fő (2023. december 31.).

## Népesség
A település népességének változása:
| Lakosok száma | 572  | 554  | 553  | 582  | 572  | 585  |
|               | 2014 | 2017 | 2019 | 2021 | 2022 | 2023 |